# Grand Prix de Plouay féminin 2004
La 6e édition du Grand Prix de Plouay féminin a eu lieu le 28 août 2004. Il s'agit de la septième manche de la Coupe du monde de cyclisme sur route féminine.

## Parcours
La course comporte huit tours de quatorze kilomètres. La côte du Moulin est ajoutée au circuit avant la côte de Lezot afin de durcir la course.

## Favorites
L'épreuve se dispute juste après les Jeux olympiques d'Athènes. Oenone Wood se présente au départ en tête du classement de la Coupe du monde devant Zoulfia Zabirova et Mirjam Melchers. L'Australienne vient accompagnée de Sara Carrigan et Olivia Gollan. Edita Pučinskaitė, qui vient de gagner le Trophée d'Or,  fait également partie des favorites, tout comme sa coéquipière Katia Longhin. Parmi les outsiders on compte les Françaises Edwige Pitel et Magali Le Floc'h, Barbara Heeb, ainsi qu'Alison Wright qui réalise une très bonne saison. La vainqueur sortante Nicole Cooke n'est pas présente, tout comme l'équipe Nürnberger Versicherung avec Judith Arndt et Petra Rossner.

## Récit de la course

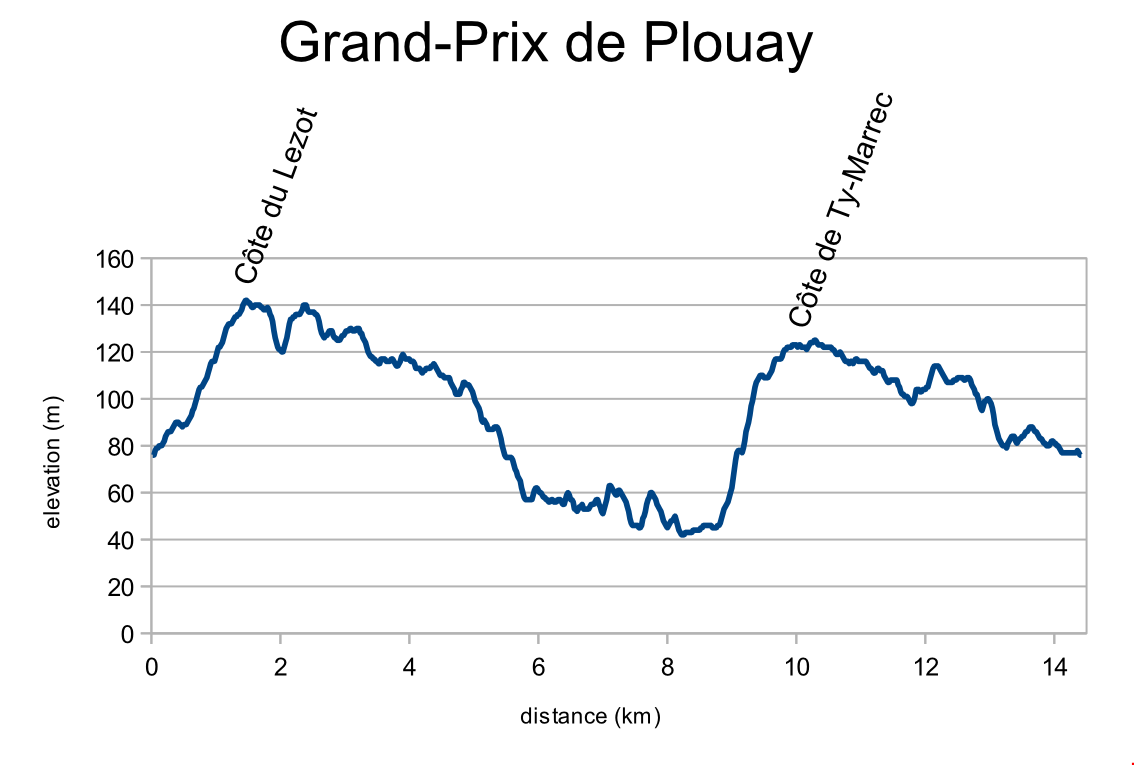
Profil du parcours

La course est agressive dès le départ. Catherine Marsal attaque dès le premier tour, au bout de cinq kilomètres. Elle compte jusqu'à quarante-cinq secondes d'avance avant que l'équipe d'Australie ne commence la poursuite. Elle est reprise dans le deuxième tour au sommet de la côte de Lezot. Des contres suivent, notamment en provenance de l'équipe de France et de Ghita Beltman, mais l'équipe d'Australie veille à maintenir le peloton groupé. À deux tours de l'arrivée, l'échappée décisive part. Elle est constituée de : Olivia Gollan, Oenone Wood, Edita Pučinskaitė, Mirjam Melchers, Elisabeth Chevanne-Brunel, Fabiana Luperini, Barbara Heeb et Edwige Pitel. Dans le dernier tour  Edita Pučinskaitė accélère avec Mirjam Melchers dans sa roue. Dans la dernière montée, la Lituanienne distance la Néerlandaise. Oenone Wood se montre la plus rapide du peloton et conforte sa place de leader de la Coupe du monde.

## Classements

### Classement final
| \| Classement général \| Classement général \| Classement général \| Classement général \| Classement général \| \| Coureuse \| Coureuse \| Pays \| Équipe \| Temps \| \| ------------------ \| ------------------------- \| ------------------ \| ------------------------------ \| ------------------ \| \| 1re \| Edita Pučinskaitė \| Lituanie \| SC Michela Fanini Record Rox \| 2 h 55 min 36 s \| \| 2e \| Mirjam Melchers \| Pays-Bas \| Farm Frites-Hartol \| + 15 s \| \| 3e \| Oenone Wood \| Australie \| Australie \| + 1 min 32 s \| \| 4e \| Élisabeth Chevanne-Brunel \| France \| Interregionale Pruneaux d'Agen \| + 1 min 32 s \| \| 5e \| Fabiana Luperini \| Italie \| Let's Go Finland \| + 1 min 32 s \| \| 6e \| Edwige Pitel \| France \| France \| + 1 min 32 s \| \| 7e \| Barbara Heeb \| Suisse \| Lietzsport Cycling \| + 1 min 32 s \| \| 8e \| Olivia Gollan \| Australie \| Australie \| + 1 min 37 s \| \| 9e \| Alison Wright \| Australie \| Nobili Rubinetterie-Guerciotti \| + 2 min 22 s \| \| 10e \| Regina Schleicher \| Allemagne \| Allemagne \| + 2 min 22 s \| |                           |           |                                |                 |
| |                           |           |                                |                 |
| Source : Cycling Quotient |                           |           |                                |                 |
| Classement général |                           |           |                                |                 |
| Coureuse | Coureuse                  | Pays      | Équipe                         | Temps           |
| 1re | Edita Pučinskaitė         | Lituanie  | SC Michela Fanini Record Rox   | 2 h 55 min 36 s |
| 2e | Mirjam Melchers           | Pays-Bas  | Farm Frites-Hartol             | + 15 s          |
| 3e | Oenone Wood               | Australie | Australie                      | + 1 min 32 s    |
| 4e | Élisabeth Chevanne-Brunel | France    | Interregionale Pruneaux d'Agen | + 1 min 32 s    |
| 5e | Fabiana Luperini          | Italie    | Let's Go Finland               | + 1 min 32 s    |
| 6e | Edwige Pitel              | France    | France                         | + 1 min 32 s    |
| 7e | Barbara Heeb              | Suisse    | Lietzsport Cycling             | + 1 min 32 s    |
| 8e | Olivia Gollan             | Australie | Australie                      | + 1 min 37 s    |
| 9e | Alison Wright             | Australie | Nobili Rubinetterie-Guerciotti | + 2 min 22 s    |
| 10e | Regina Schleicher         | Allemagne | Allemagne                      | + 2 min 22 s    |

## Liste des participantes
Source.